# Мотоблок

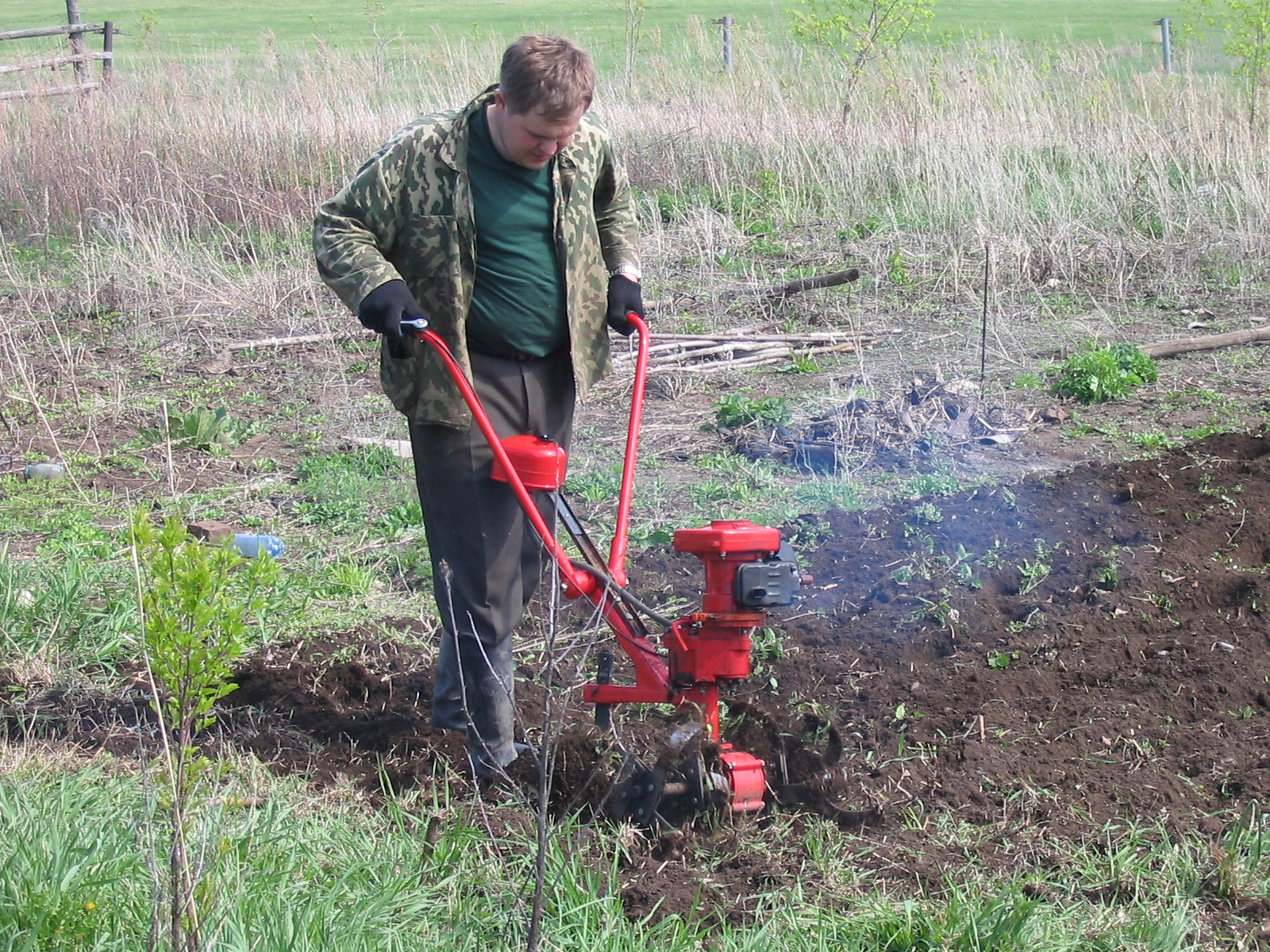
Оператор, який працює з мотоблоком

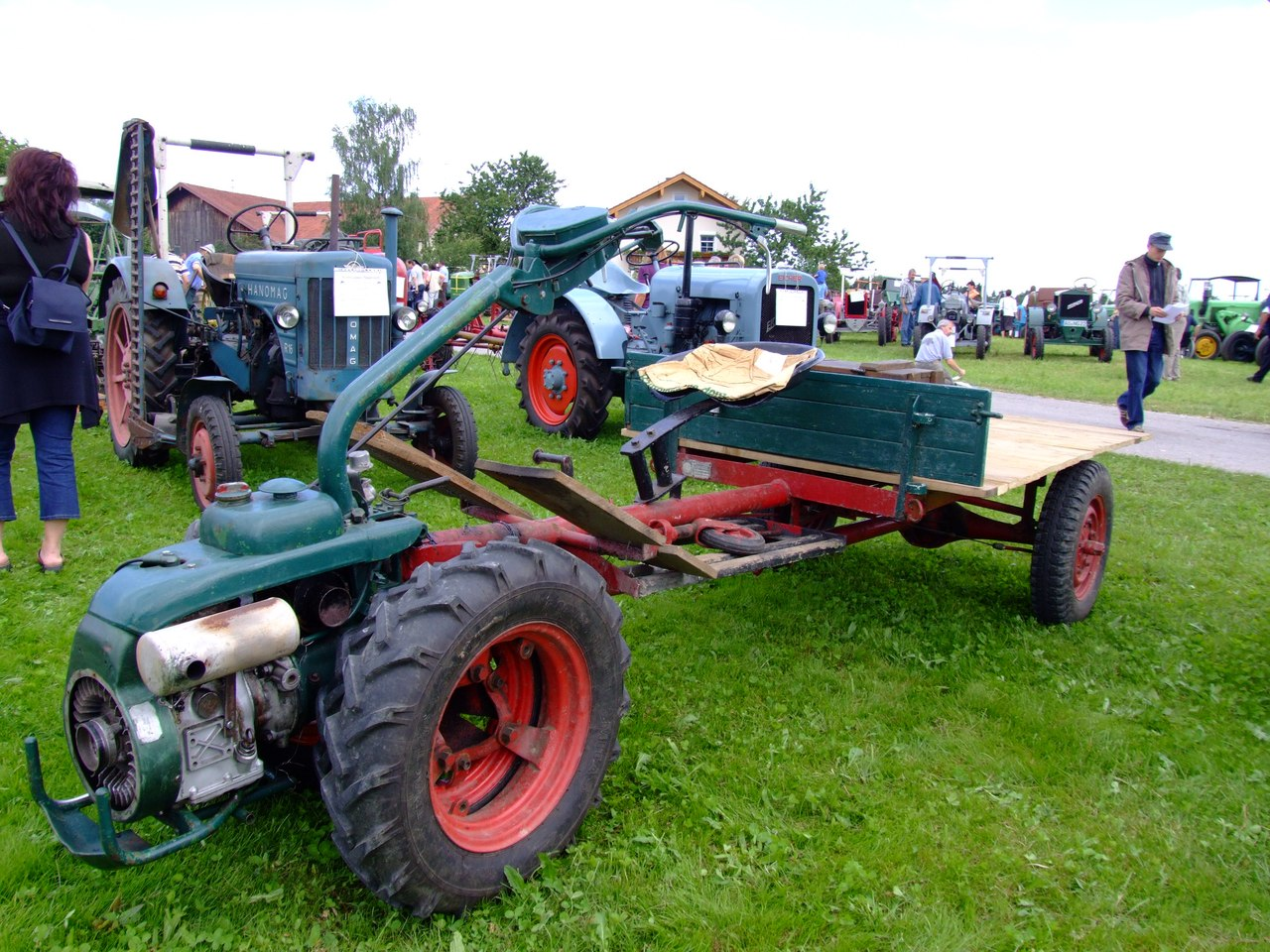
Важкий мотоблок з зубчастою трансмісією і напівпричепом

Мотоблок — універсальний мобільний енергетичний засіб на базі одновісного шасі, різновид малогабаритного трактора. Слово мотоблок увійшло до вжитку в українській мові в 80-і роки. Воно замінило незручні у вживанні терміни, що використовувались раніше: пішохідний трактор, малогабаритний трактор пішохідний, одновісний трактор. Оператор, керуючий мотоблоком, крокує слідом за машиною по оброблюваному ґрунті, тримаючи машину за ручки управління.
За способом агрегатування зі знаряддям розрізняють колісні мотоблоки і мотокультиватори (мотознаряддя). У колісного мотоблока робота знаряддя здійснюється за рахунок тягового зусилля, створюваного колісною ходовою частиною, а у мотокультиватора знаряддя (фреза, пропольник) встановлюється на провідну вісь замість коліс. Багато мотоблоків допускають різні схеми агрегатування, але, як правило, для легких мотоблоків базовою комплектацією є фрезерний мотокультиватор, а для важких — колісний плуг.

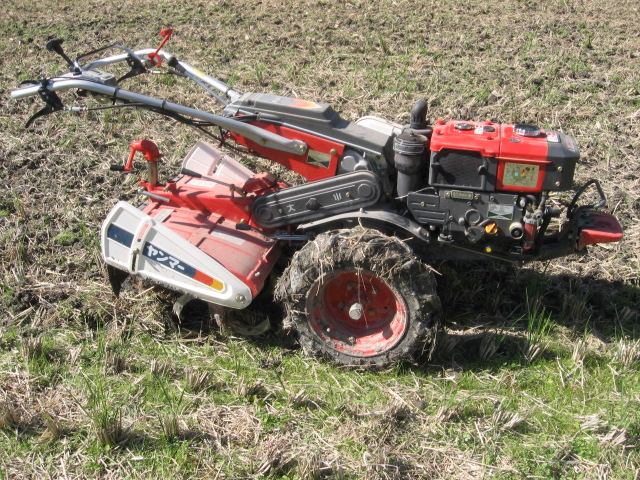
Мотоблок з ременно-зубчасто-ланцюгової трансмісією і відбором потужності на знаряддя

## Будова мотоблока
Мотоблок складається з двигуна, трансмісії, ходової частини, системи агрегатування і системи управління.

### Двигун
На мотоблоках застосовуються переважно бензинові двигуни (на старих моделях — двотактні, на нових — чотиритактні). Двигуни мотоблоків забезпечуються автоматичними регуляторами частоти обертання, які спрощують роботу оператора. Діапазон номінальної потужності двигунів у легких мотоблоків становить 1 к.с. — 5 л.с., а у важких 4 к.с. — 10 л.с. Потужніші двигуни на мотоблоки застосовуються рідко.

### Трансмісія
Трансмісії мотоблоків відрізняються великою різноманітністю технічних рішень:
- Зубчасті трансмісії — класична тракторна трансмісія. Містить тільки зубчасті передачі (циліндричні і конічні). Застосовуються на важких мотоблоках. Зазвичай, мають кілька ступенів і реверс. Муфта зчеплення, як правило, має окремий орган управління. Колінчастий вал двигуна розташований горизонтально, перпендикулярно осі тягових коліс. Такі мотоблоки, зазвичай, мають вал відбору потужності.
- Зубчасто-черв'ячні трансмісії. Застосовуються на легких мотоблоках. Складаються з двох редукторів — верхнього та нижнього зубчастого черв'ячного. Колінчастий вал двигуна розташований вертикально. Звичайно, мають відцентрову автоматичну муфту зчеплення, а, іноді, ще й роз'єднувальну муфту. Можуть мати вал або шків відбору потужності для приводу косарки від первинного валу зубчастого редуктора. Такі передачі найбільш компактні.
- Ремінь-зубчасто-ланцюгові. Двигун обертає вхідний вал редуктора за допомогою ремінної передачі, одночасно виконує роль зчеплення. Зубчаста і ланцюгова передачі, як правило, виконані в єдиному картері. Застосування ланцюгової передачі дозволяє збільшити агротехнічний просвіт. Колінчастий вал двигуна розташований горизонтально, паралельно осі тягових коліс. Для можливості відбору потужності тяговий шків має додатковий струмок. Іноді ремінна передача виконує роль варіатора і/або реверсу. Зубчастий редуктор може бути одноступінчастим або двоступінчастим.
- Гідрооб'ємні.

### Система агрегатування
Система агрегатування мотоблока призначена для його сполучення зі знаряддями. У мотокультиваторів знаряддя встановлюються на привідну вісь, а у колісних мотоблоків — закріплюються на спеціальному кронштейні. Ряд мотоблоків мають систему відбору потужності для приводу активних робочих органів навісного знаряддя.

### Система управління
Оскільки при роботі з мотоблоком оператор крокує по землі, всі органи управління повинні приводитися в дію тільки руками оператора. Зазвичай, мотоблок має кермові штанги, за допомогою яких оператор утримує та скеровує його. На кермових штангах розташовують часто використовувані органи керування двигуном і трансмісією. Рідко використовувані органи управління (повітряною заслінкою карбюратора, включення вала відбору потужності тощо) розташовуються на відповідних вузлах і агрегатах. На лівій кермовій штанзі, звичайно, розташовують органи управління муфтою зчеплення, а на правій — органи управління двигуном («ручка газу»). Легкі мотоблоки та мотокультиватори не мають гальм, а на важких мотоблоках управління гальмом, зазвичай, виведено на праву штангу.

## Застосування мотоблоків
Мотоблоки застосовуються для суцільної та міжрядної обробки ґрунту на невеликих ділянках (сади, теплиці, клумби), для скошування трави, прибирання снігу, приводу стаціонарних машин, перевезення вантажів на невеликі відстані (з використанням буксованих напівпричепів).
Легкі мотоблоки та культиватори зазвичай комплектуються тільки фрезами і, іноді, підгортальником. Вони є аналогами садових тракторів.
Мотоблоки середнього класу комплектуються знімними колесами і ґрунтообробними фрезами, плугом, бороною, підгортальником, косаркою, напівпричепом.
Важкі мотоблоки мають незмінні колеса. Комплектуються плугом, фрезою, що приводиться від валу відбору потужності, косаркою, бороною, культиватором, снігоочисником, бульдозерним відвалом, граблями, напівпричепом.
Необхідний набір знарядь споживач купує окремо від мотоблоку.

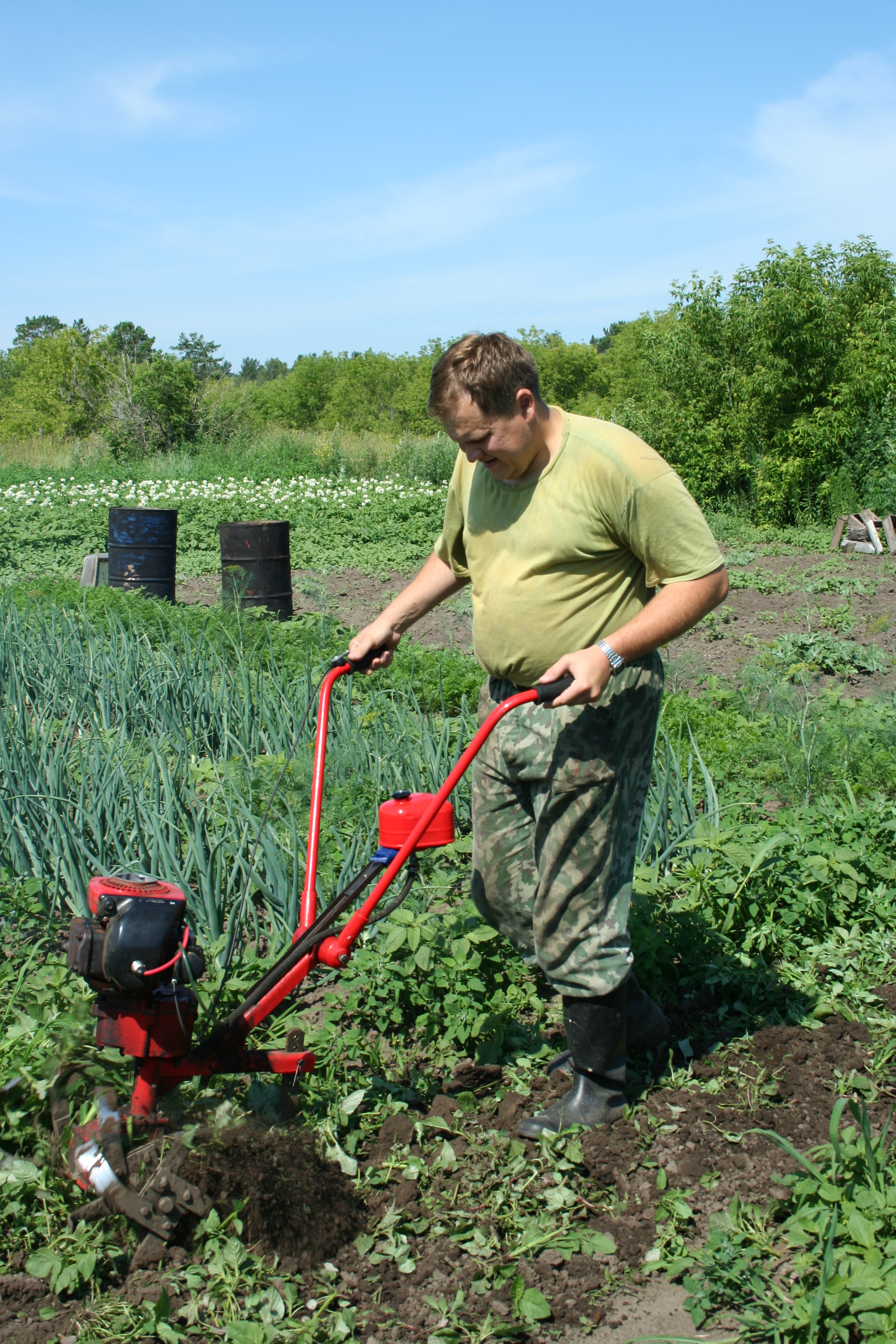
видалення бур'янів
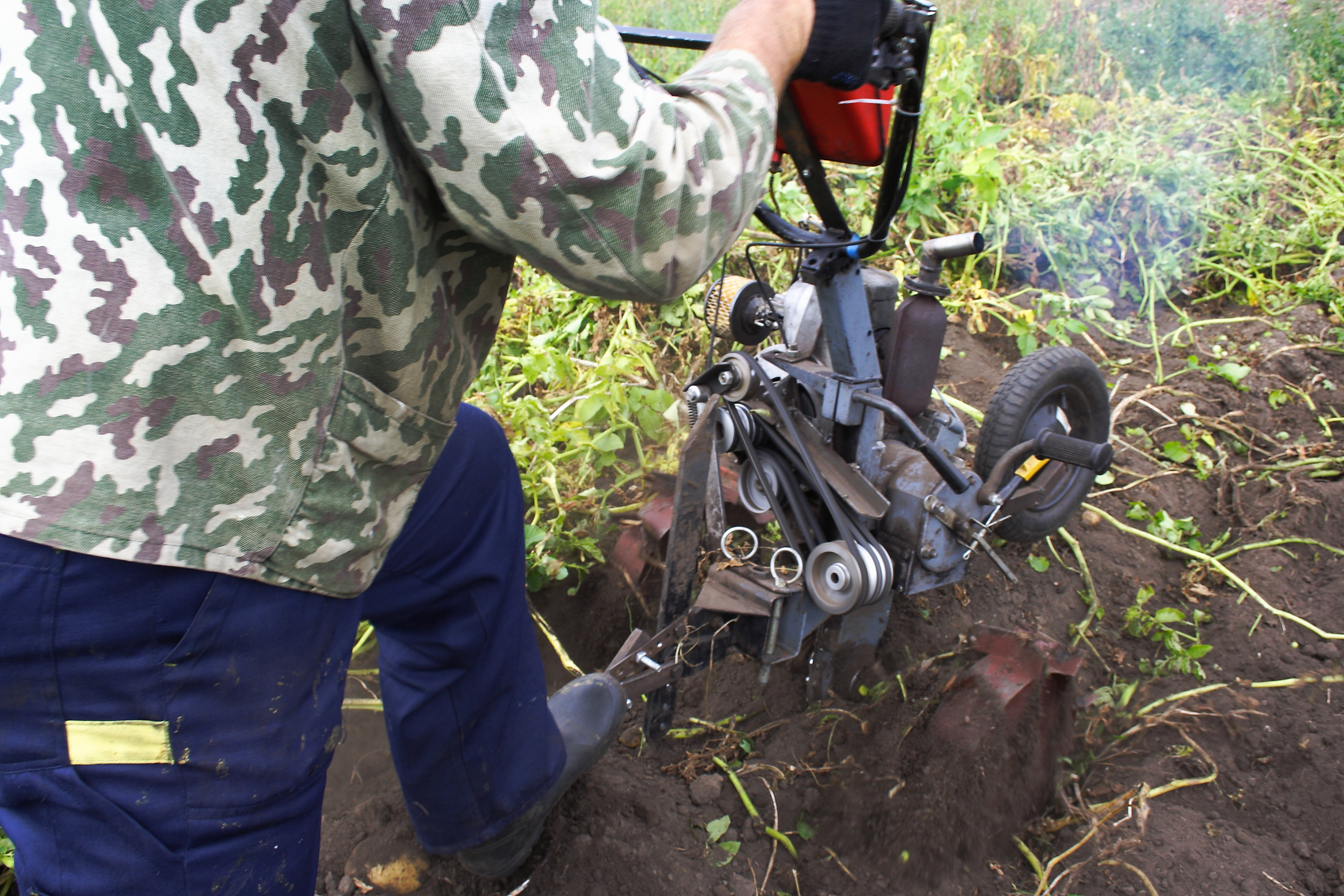
збирання картоплі
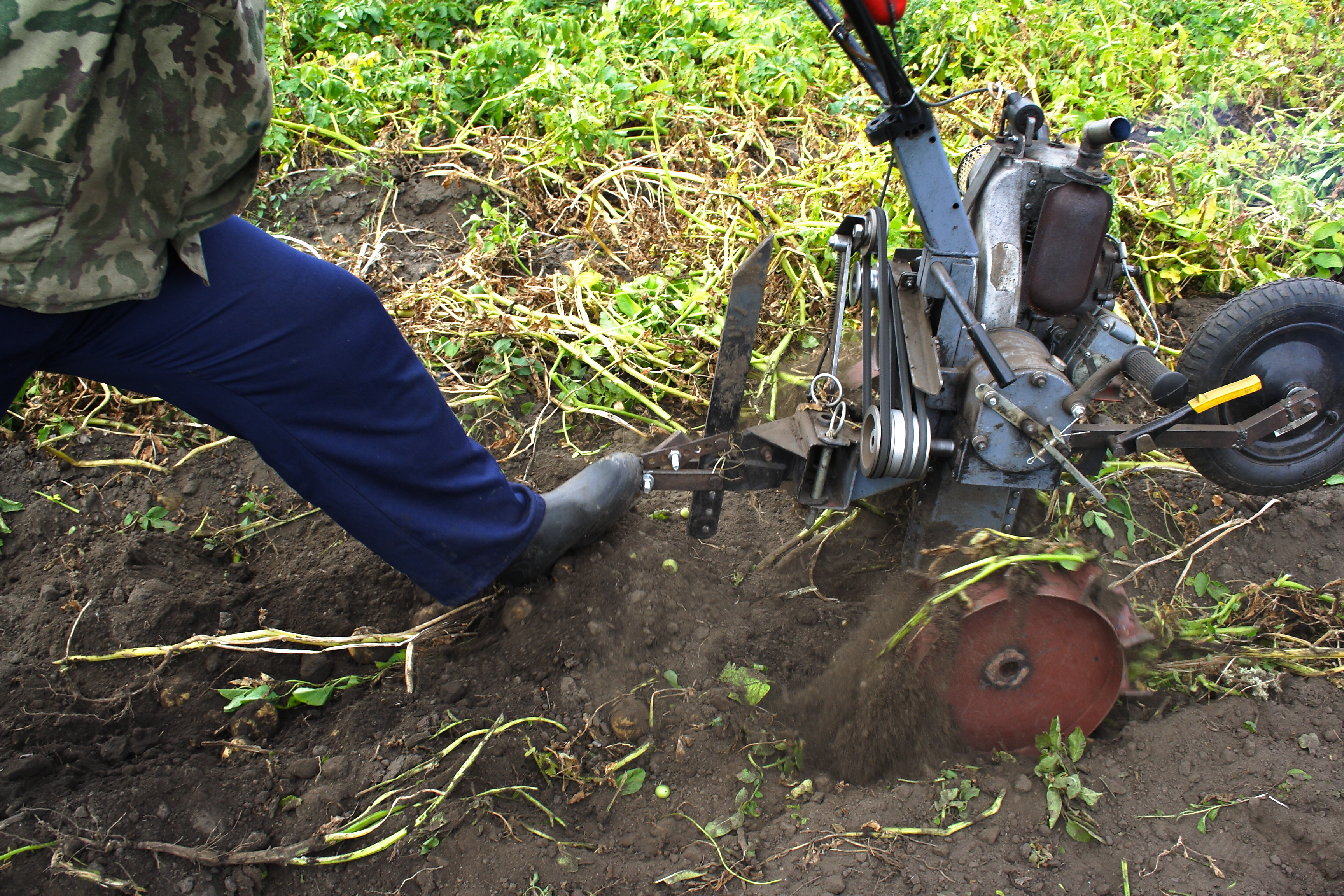
збирання картоплі
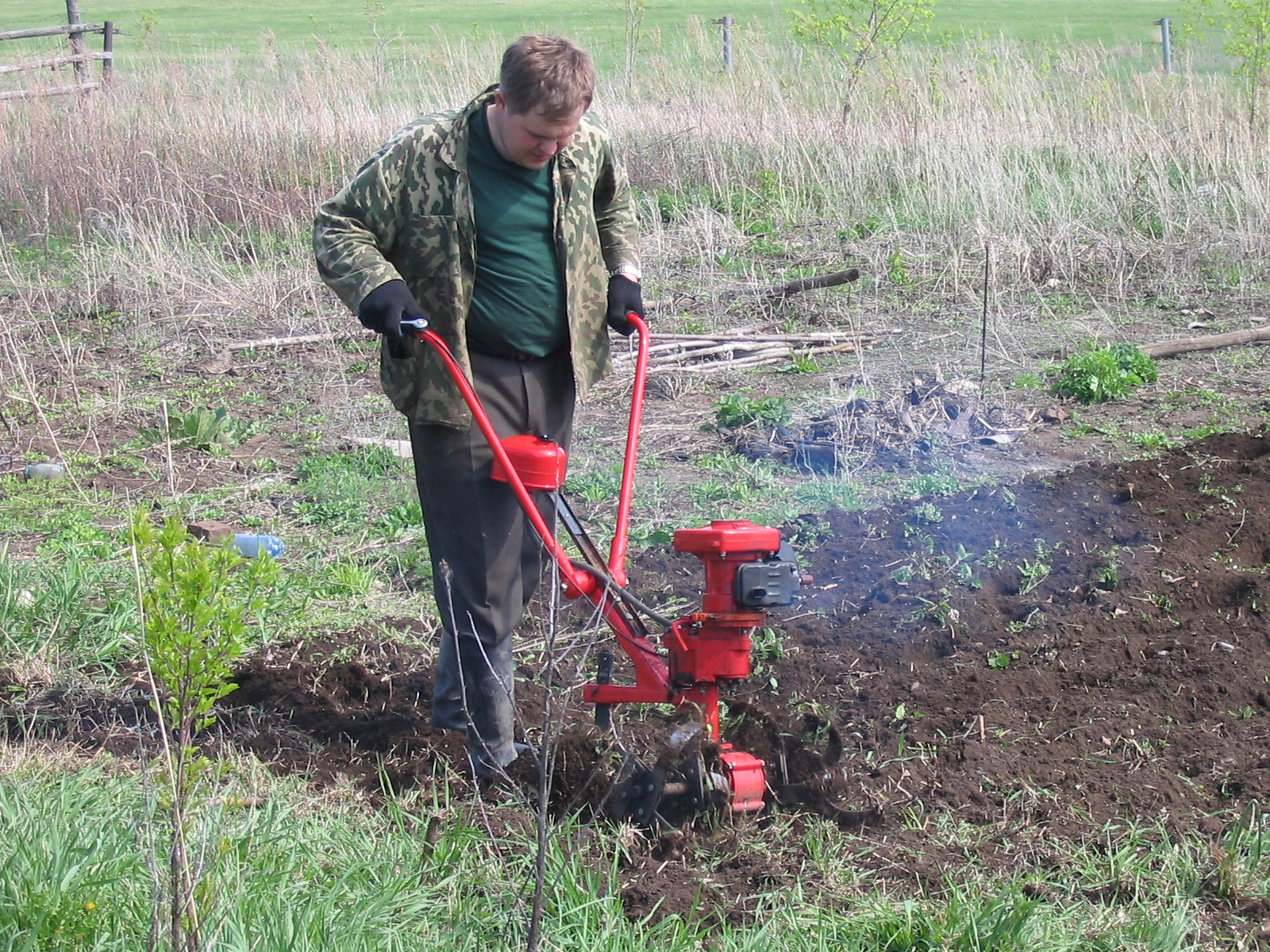
оранка ґрунту
- боронування ґрунту

### Візок для мотоблока
Широко розповсюдженим змінним знаряддям для мотоблока є вантажний візок. Слід мати на увазі, що мотоблок, агрегатований з причепом, не дозволяється використовувати на дорогах загального користування. Для використання з візком придатні мотоблоки середнього і важкого класів. Необхідно враховувати, що такий агрегат неефективний, тому що тягові колеса мотоблока практично не навантажуються, у той час як ведомі колеса візка сприймають основну вагу. Отже, тягового зусилля мотоблока може не вистачити для подолання підйому або для руху по важкій ґрунтовій дорозі. З цієї причини мотоблок з візком придатний лише для переміщення вантажів на невеликі відстані по твердому ґрунту (внутрішньозаводські перевезення, перевезення на присадибних ділянках). Експлуатація з візком істотно скорочує моторесурс культиватора (?).

## Продуктивність
| Розмір оброблюваної ділянки | Потужність двигуна                 | Ширина захвату                     |
| --------------------------- | ---------------------------------- | ---------------------------------- |
| до 20 соток                 | 3,5 к.с.                           | 60 см                              |
| до 60 соток                 | 4,0 к.с.                           | 80 см                              |
| до 1 га                     | 5,0 — 6,0 к.с.                     | 90 см                              |
| 1-4 га                      | 9,0 к.с.                           | 100 см                             |
| > 4 га                      | Використання мотоблока неефективно | Використання мотоблока неефективно |

## Безпека мотоблоків
Робота з мотоблоком пов'язана з небезпекою отримання оператором травми. Тому сучасні мотоблоки мають ряд елементів, що забезпечують безпеку експлуатації:
- Кожухи над фрезами, що захищають оператора від викиду різних предметів (каменів, грудок землі);
- Пружна підвіска штанг управління, захищає оператора від вібрацій двигуна;
- Автоматичне вимикання трансмісії при відпуску оператором рукоятки управління.

Додаткову небезпеку в мотоблоки, що мають передачу заднього ходу становить наїзд машини на оператора при роботі заднім ходом. Особливо небезпечно падіння оператора при русі мотоблока заднім ходом. Щоб відвернути таку ситуацію деякі виробники свідомо обмежують максимальну швидкість заднього ходу значеннями не більше 0,3 м / с.

## Недоліки
Незважаючи на елементи, які гарантують безпеку експлуатації, робота з мотоблоком все ж залишається небезпечною, про що свідчать нещасні випадки. Їхнє виникнення, перш за все, пов’язане із несправностями, котрі може мати мотоблок, який вийшов із ладу, та його потужністю. За умови справного мотоблока, оператор йде позаду та керує напрямком руху, двигуном та трансмісією за допомогою рульових штанг та розміщених на них органів керування. З таким управлінням легко впорається доросла людина середньої статури. Небезпеку становлять мотоблоки, у яких не спрацьовує автоматичне вимикання трансмісії при відпуску оператором рукоятки керування. Потужність двигуна мотоблока - від 3,5 до 12 к.с., у той час, як людини - до 0,25 к.с. Таким чином, некерований та несправний мотоблок становить небезпеку для здоров’я та життя оператора.

## Марки мотоблоків
У світі виробляється велика кількість мотоблоків різних марок. Однак, більшість з них, забезпечують тільки на внутрішні ринки. Лише невелика кількість типів мотоблоків продаються під єдиними брендами в різних країнах.

## Інтернет-ресурси
- Two-wheel tractor plowing, operator riding, Germany — YouTube video
- Two-wheel tractor plowing, operator walking, Germany — YouTube video